# セバスチャン・ゴルカ
セバスチャン・ゴルカ（Sebastian Gorka、1970年 - ）はアメリカ合衆国の軍事情報アナリスト。

## 経歴
イギリス・ロンドン生まれ。ブライトバート・ニュースの編集者だった。
2017年にドナルド・トランプ大統領の副補佐官（国家安全保障担当）を務めたが、同じブライトバート出身のスティーブン・バノンの辞任後まもなくして辞任。